# Rodd Redwing
Rodd Redwing, né le 24 août 1904 à New York et mort le 29 mai 1971 à Los Angeles, est un acteur américain. Nord-Amérindien, il vient de la tribu des Chicachas. Il est spécialiste du maniement des armes.

## Filmographie partielle
- 1912 : Sundered Ties
- 1952 : Le Trappeur des grands lacs (The Pathfinder) de Sidney Salkow
- 1952 : Hellgate de Charles Marquis Warren
- 1954 : La Reine de la prairie
- 1956 : Jaguar de George Blair
- 1956 : Le Peuple de l'enfer
- 1966 : Toute la ville est coupable (Johnny Reno) de R. G. Springsteen
- 1969 : Charro